# Comuna Vlasivka, Zinkiv
Vlasivka (în ucraineană Власівка) este o comună în raionul Zinkiv, regiunea Poltava, Ucraina, formată din satele Dadakalivka, Horobii, Pelenkivșciîna, Pereliskî, Sokolivșciîna și Vlasivka (reședința).

## Demografie
Componența lingvistică a comunei Vlasivka
     Ucraineană (97,79%)
     Rusă (2,21%)
Conform recensământului din 2001, majoritatea populației comunei Vlasivka era vorbitoare de ucraineană (97,79%), existând în minoritate și vorbitori de rusă (2,21%).